# Ченстох
Че́нстох (пол. Częstoch, лат. Chestoch) — легендарный основатель города Ченстохова.

## История
Ченстох впервые упоминается в Гнезненской булле папы Иннокентия II от 7 июля 1136 года, вместе с рядом названий польских поселений, которые также фигурируют в документах впервые. Однако, первое упоминание о Ченстохове относится к 1220 году (документы краковского епископа Иво Одровонжа). Этот факт заставляет скептически относиться к историчности фигуры Ченстоха.
Достоверной информации о его жизни нет. Историк-любитель Славомир Фолфасинский опубликовал в 1989 году в Альманахе Ченстоховы информацию, что, якобы, Ченстох был подданным гнезненского архиепископа Якуба и участвовал в борьбе за краковский трон. Эта теория была резко раскритикована историками.
Астионим Ченстохова возводится к имени Ченстох в Географическом словаре Царства Польского (конец XIX века). Также, с этим именем связывается название Ченстоховы, расположенной к востоку от Ясной Горы.

## Современные упоминания
- Именем Ченстоха названа улица в ченстоховском районе Ченстохувка-Паркитка.
- В 1996 году скульптор Ежи Кендзёра разработал по инициативе ченстоховской редакции Gazeta Wyborcza проект памятника Ченстоху. Памятник должен был быть установлен на Алее Пресвятой Девы Марии, но из-за протестов католической церкви проект был заброшен.
- В 2009 году в Ченстохове была проведена акция: людям раздавались дукаты, называемые częstoch, которыми можно было расплатиться в магазинах, маркированных специальными наклейками[6].
- 15 декабря 2013 года на рельсы встал именной поезд «Częstoch», курсирующий по маршруту Варшава-Восточная — Ченстохова.